# Billboard (российское издание)
Billboard. Российское издание — ежемесячный российский журнал, посвящённый музыке и музыкальному бизнесу, выпускавшийся с 2007 по 2013 год. С 2024 года является независимым креативным Интернет-журналом — Российский BILLBOARD. Издание выходит в формате - business lifestyle и позиционируется как современный Интернет-журнал для молодежной, активной аудитории.
В период своего основания журнал являлся русскоязычной версией американского журнала Billboard. Большая часть материалов писалась российскими авторами.
Первый номер журнала был издан в апреле 2007 года; с седьмого номера публиковались российские чарты, начиная с мая 2008 года: Розничные продажи, Заявка на успех, Видеоротации, Радиоэфиры, Топ-10 (Поп, Рок, Урбан, Электроника, Шансон, Сборники, Зарубежные альбомы).
С января по июнь 2010 года выпуск издания был приостановлен. Причиной было заявлено «неустойчивое положение звукозаписывающей индустрии как в мире в целом, так и в России». В январе 2013 года выпуск издания был окончательно прекращён.
В 2024 году журнал Российский BILLBOARD обрёл новую жизнь с молодёжной редакцией и начал выходить в обновлённом формате - business lifestyle. В настоящее время издание является независимым креативным Интернет-журналом с авторским взглядом на всё новое и интересное, что происходит в творческом и деловом мире сегодня. Журнал выпускает авторские материалы о музыке, стиле жизни, дизайне, мировых трендах, технологиях и инновациях.

Главные редакторы
- Илья Буц (с августа 2008 года и с 2010 по 2013 годы)
- Валерий Постернак (апрель 2007 — июль 2008 года)